# 第36回サターン賞
第36回サターン賞（だい36かいサターンしょう）は、2009年のSF・ファンタジー・ホラー映画およびテレビ番組に贈られる賞である。2010年6月24日に結果が発表された。
以下は、ノミネートと受賞の全リストである。

## 映画賞

### SF映画賞
- 『アバター』
  - 『ザ・ウォーカー』
  - 『ノウイング』
  - 『月に囚われた男』
  - 『スター・トレック』
  - 『トランスフォーマー/リベンジ』
  - 『ウルヴァリン:X-MEN ZERO』

### ファンタジー映画賞
- 『ウォッチメン』
  - 『ハリー・ポッターと謎のプリンス』
  - 『ラブリーボーン』
  - 『きみがぼくを見つけた日』
  - 『かいじゅうたちのいるところ』

### ホラー映画賞
- 『スペル』
  - 『運命のボタン』
  - 『フローズン』
  - 『ラスト・ハウス・オン・ザ・レフト -鮮血の美学-』
  - 『ニュームーン/トワイライト・サーガ』
  - 『ゾンビランド』

### アクション/アドベンチャー/スリラー映画賞
- 『イングロリアス・バスターズ』
  - 『2012』
  - 『マイ・ブラザー』
  - 『ハート・ロッカー』
  - 『完全なる報復』
  - 『メッセンジャー』
  - 『シャーロック・ホームズ』

### アニメ映画賞
- 『モンスターVSエイリアン』
  - 『Disney's クリスマス・キャロル』
  - 『ファンタスティック Mr.FOX』
  - 『アイス・エイジ3/ティラノのおとしもの』
  - 『プリンセスと魔法のキス』
  - 『カールじいさんの空飛ぶ家』

### インターナショナル映画賞
- 『第9地区』
  - 『Dr.パルナサスの鏡』
  - 『ロルナの祈り』
  - 『レッドクリフ』
  - 『96時間』
  - 『渇き』

### 主演男優賞
- サム・ワーシントン - 『アバター』
  - ロバート・ダウニー・Jr - 『シャーロック・ホームズ』
  - トビー・マグワイア - 『マイ・ブラザー』
  - ヴィゴ・モーテンセン - 『ザ・ロード』
  - サム・ロックウェル - 『月に囚われた男』
  - デンゼル・ワシントン - 『ザ・ウォーカー』

### 主演女優賞
- ゾーイ・サルダナ - 『アバター』
  - キャサリン・キーナー - 『かいじゅうたちのいるところ』
  - メラニー・ロラン - 『イングロリアス・バスターズ』
  - アリソン・ローマン - 『スペル』
  - ナタリー・ポートマン - 『マイ・ブラザー』
  - シャーリーズ・セロン - 『あの日、欲望の大地で』

### 助演男優賞
- スティーブン・ラング - 『アバター』
  - ウディ・ハレルソン - 『ゾンビランド』
  - フランク・ランジェラ - 『運命のボタン』
  - ジュード・ロウ - 『シャーロック・ホームズ』
  - スタンリー・トゥッチ - 『ラブリーボーン』
  - クリストフ・ヴァルツ - 『イングロリアス・バスターズ』

### 助演女優賞
- シガニー・ウィーバー - 『アバター』
  - マリン・アッカーマン - 『ウォッチメン』
  - ダイアン・クルーガー - 『イングロリアス・バスターズ』
  - レイチェル・マクアダムス - 『シャーロック・ホームズ』
  - ローナ・レイヴァー - 『スペル』
  - スーザン・サランドン - 『ラブリーボーン』

### 若手俳優賞
- シアーシャ・ローナン - 『ラブリーボーン』
  - テイラー・ロートナー - 『ニュームーン/トワイライト・サーガ』
  - ベイリー・マディソン - 『マイ・ブラザー』
  - ブルックリン・プルー - 『きみがぼくを見つけた日』
  - マックス・レコーズ - 『かいじゅうたちのいるところ』
  - コディ・スミット＝マクフィー - 『ザ・ロード』

### 監督賞
- ジェームズ・キャメロン - 『アバター』
  - J・J・エイブラムス - 『スター・トレック』
  - キャスリン・ビグロー - 『ハート・ロッカー』
  - ニール・ブロムカンプ - 『第9地区』
  - ガイ・リッチー - 『シャーロック・ホームズ』
  - ザック・スナイダー - 『ウォッチメン』
  - クエンティン・タランティーノ - 『イングロリアス・バスターズ』

### 脚本賞
- ジェームズ・キャメロン - 『アバター』
  - ニール・ブロムカンプ、テリー・タッチェル - 『第9地区』
  - デイヴ・エガーズ、スパイク・ジョーンズ - 『かいじゅうたちのいるところ』
  - アレックス・カーツマン、ロベルト・オーチー - 『スター・トレック』
  - クエンティン・タランティーノ - 『イングロリアス・バスターズ』
  - デヴィッド・ヘイター、アレックス・ツェー - 『ウォッチメン』

### 音楽賞
- ジェームズ・ホーナー - 『アバター』
  - ブライアン・イーノ - 『ラブリーボーン』
  - マイケル・ジアッチーノ - 『カールじいさんの空飛ぶ家』
  - 岩代太郎 - 『レッドクリフ』
  - クリストファー・ヤング - 『スペル』
  - ハンス・ジマー - 『シャーロック・ホームズ』

### 衣装デザイン賞
- マイケル・ウィルキンソン - 『ウォッチメン』
  - コリーン・アトウッド - 『NINE』
  - ジェニー・ビーヴァン - 『シャーロック・ホームズ』
  - アンナ・B・シェパード - 『イングロリアス・バスターズ』
  - ジャイニー・テマイム - 『ハリー・ポッターと謎のプリンス』
  - ティミー・イップ - 『レッドクリフ』

### メイクアップ賞
- 『スター・トレック』
  - 『第9地区』
  - 『Dr.パルナサスの鏡』
  - 『ザ・ウォーカー』
  - 『スペル』
  - 『ターミネーター4』

### 美術賞
- 『アバター』
  - 『スター・トレック』
  - 『ハリー・ポッターと謎のプリンス』
  - 『シャーロック・ホームズ』
  - 『第9地区』
  - 『ウォッチメン』

### 特殊効果賞
- 『アバター』
  - 『ハリー・ポッターと謎のプリンス』
  - 『ウォッチメン』
  - 『2012』
  - 『スター・トレック』
  - 『第9地区』

## テレビ賞

### ネットワーク・テレビシリーズ賞
- 『LOST』
  - 『CHUCK/チャック』
  - 『FRINGE/フリンジ』
  - 『ゴースト 〜天国からのささやき』
  - 『HEROES』
  - 『ヴァンパイア・ダイアリーズ』

### シンジケート/ケーブル・テレビシリーズ賞
- 『ブレイキング・バッド』
  - 『GALACTICA/ギャラクティカ』
  - 『クローザー』
  - 『デクスター 警察官は殺人鬼』
  - 『レバレッジ 〜詐欺師たちの流儀』
  - 『トゥルーブラッド』

### テレビプレゼンテーション賞
- 『秘密情報部トーチウッド チルドレン・オブ・アース (英語版)』
  - Doctor Who: The End of Time
  - 『アリス』
  - 『プリズナー No.6』
  - 『V』
  - 『THE TUDORS〜背徳の王冠〜』

### 主演男優賞
- ジョシュ・ホロウェイ - 『LOST』
  - ブライアン・クランストン - 『ブレイキング・バッド』
  - マシュー・フォックス - 『LOST』
  - マイケル・C・ホール - 『デクスター 警察官は殺人鬼』
  - ザカリー・レヴィ - 『CHUCK/チャック』
  - ステファン・モイヤー - 『トゥルーブラッド』
  - デビッド・テナント - 『ドクター・フー』スペシャル「時の終わり」

### 主演女優賞
- アナ・トーヴ - 『FRINGE/フリンジ』
  - アンナ・ガン - 『ブレイキング・バッド』
  - ジェニファー・ラブ・ヒューイット - 『ゴースト 〜天国からのささやき』
  - エヴァンジェリン・リリー - 『LOST』
  - アンナ・パキン - 『トゥルーブラッド』
  - キーラ・セジウィック - 『クローザー』

### 助演男優賞
- アーロン・ポール - 『ブレイキング・バッド』
  - ジェレミー・デイビス - 『LOST』
  - マイケル・エマーソン - 『LOST』
  - オルディス・ホッジ - 『レバレッジ 〜詐欺師たちの流儀』
  - ジョン・ノーブル - 『トゥルーブラッド』
  - アレクサンダー・スカルスゲールド - 『FRINGE/フリンジ』

### 助演女優賞
- ジュリー・ベンツ - 『デクスター 警察官は殺人鬼』
  - モリーナ・バッカリン - 『V』
  - ジーナ・ベルマン - 『レバレッジ 〜詐欺師たちの流儀』
  - ジェニファー・カーペンター - 『デクスター 警察官は殺人鬼』
  - エリザベス・ミッチェル - 『LOST』
  - ヘイデン・パネッティーア - 『HEROES』

### ゲスト出演賞
- レナード・ニモイ - 『FRINGE/フリンジ』
  - バーナード・クリビンス - Doctor Who: The End of Time
  - レイモンド・クルス - 『ブレイキング・バッド』
  - ミシェル・フォーブス - 『トゥルーブラッド』
  - ジョン・リスゴー - 『デクスター 警察官は殺人鬼』
  - マーク・ペレグリノ - 『LOST』